# La bomba Carraixet
La bomba Carraixet és una pel·lícula documental de 2020 dirigida per Helena Sànchez Bel. Produïda per Los Sueños de la Hormiga Roja amb el suport d'À Punt Mèdia, s'estrenà el 2 de desembre de 2020 al Teatre Micalet de València. El documental està narrat en català i compta amb l'opció subtitulada en castellà o anglès.

## Sinopsi
El documental centra l'atenció en la trajectòria vital de la família Giner, principal nucli del grup de música folk valencià Carraixet, especialment després fets ocorreguts la Diada del 9 d'octubre de 1979, quan un grup d'ultradreta espanyolista col·locà un artefacte explosiu sota la furgoneta de la banda, una Ebro comprada de segona mà, durant l'actuació duta a terme a la Plaça dels Furs, darrere de les Torres de Serrans de València. Aquell atac fallit es considera un episodi més de la batalla de València ocorregut durant la Transició democràtica espanyola, difícil d'oblidar tant per la família Giner com per bona part de la societat valenciana.

## Premis i nominacions
| Any                  | Premi                                 | Categoria                      | Nominació          | Resultat  | Ref.  |
| -------------------- | ------------------------------------- | ------------------------------ | ------------------ | --------- | ----- |
| 2021                 | Premis Berlanga                       | Millor curtmetratge documental | La bomba Carraixet | Guanyador | [ 5 ] |
| Premis Gaietà Huguet | Millor producció cultural en valencià | La bomba Carraixet             | Guanyador          | [ 8 ]     |       |